# Osiedle Hallera (Stargard)
Osiedle Generała Józefa Hallera – osiedle Stargardu, położone w zachodniej części miasta.

## Historia

### Powstanie, rozbudowa, funkcjonowanie
Osiedle o charakterze wojskowym zostało wybudowane dla żołnierzy i ich rodzin w latach 70. XX wieku. Budowa rozpoczęła się w latach 60. Osiedle do lat 90 miało nazwę osiedla gen. Aleksandra Zawadzkiego. W rejonie osiedla w latach 1960 do 1962 zostały wybudowane dwupiętrowe budynki przy ulicy Żołnierza Bocznej nr 2 i nr 4, a przy al. Żołnierza oddano budynki nr 23, 21, 19, 17. W 1965 do 1968 powstały wojskowe budynki osiedla z numeracją 1, 2, 3, 4, 5 wraz z infrastrukturą (drogi, chodniki, śmietniki). W budynku nr 3 była oddana w 1966 kotłownia centralnego ogrzewania dla wybudowanych bloków. W bloku nr 4 swoją siedzibę zorganizowała Garnizonowa Administracja Mieszkań, w tym samym bloku w jednej z klatek został zorganizowany internat wojskowy dla żołnierzy garnizonu Stargard Szczeciński. W kolejnych latach zostały wybudowane kolejne budynki wraz z przyległą infrastrukturą - bloki nr 7, 8, 9, 10, 12, 13 i 15 (1969-1974), blok nr 27 przy al. Żołnierza (1974), blok nr 14 (1973), przy którym powstała druga kotłownia dla powstałych bloków (od kilkunastu lat kotłownie są nieczynne, zlikwidowane po podłączeniu do sieci miejskiej). W miejscu powstałych budynków nr 14 i 11 był wcześniej wybudowany wojskowy Ośrodek Sprawności Fizycznej, który następnie został przeniesiony na teren placu ćwiczeń jednostki wojskowej. Osiedle budowano jako budynki dwupiętrowe po pięciopiętrowe, budując je z wielkiej płyty. Powstały także garaże, najpierw tzw. blaszaki, potem wybudowano kompleks garaży murowanych (101). Budowa i rozbudowa osiedla i jego infrastruktury była prowadzona w latach 1965-1975 w bliskości rejonu jednostek wojskowych: 9 Pułk Zmechanizowany, potem 6 Brygada Kawalerii Pancernej, 12 Batalion Medyczny. Przy Hallera 11 wzniesiony został w 1973 Internat Garnizonowy Huzar z parkingiem oraz kantyną wojskową i pomieszczeniami wojskowo-administracyjnymi. Blok nr 4 w całości został zasiedlony przez rodziny wojskowe. Garnizonowa Administracja Mieszkań została przeniesiona z osiedla Zawadzkiego 4 na ulicę Mieszczańską 3, następnie była przy ulicy 11 Listopada 3a jako Wojskowa Administracja Mieszkań.

### Zabudowa, charakterystyka
W sumie na osiedlu Hallera wybudowano 17 budynków mieszkalnych oraz blok internatu wojskowego nr 11. W rejonie osiedla przy al. Żołnierza i ul. Żołnierza Boczna powstało 6 bloków i jeden kompleks usługowy nr 25. Większość bloków zostało zbudowanych z wielkiej płyty. Osiedle dysponuje następującymi budynkami o numerach:
- pięciopiętrowy z jednym głównym wejściem – 11 (Internat Wojskowy)
- pięciopiętrowe z jedną klatką schodową tzw. punktowce – 1, 2, 6, 6 (Żołnierza Boczna), 8
- czteropiętrowe z czterema klatkami schodowymi – 4, 5
- czteropiętrowe z trzema klatkami schodowymi – 7, 8, 9, 10, 12, 13, 14, 15
- trzypiętrowe z czterema klatkami schodowymi – 3
- trzypiętrowe z dwoma klatkami schodowymi – 23, 21, 19, 17 (Aleja Żołnierza)
- dwupiętrowe z czterema klatkami schodowymi – 2, 4 (Żołnierza Boczna)
- czteropiętrowy z pięcioma klatkami schodowymi – 27 (Aleja Żołnierza)
- czteropiętrowy z jedną klatką schodową – 2a (od strony Osiedla Letniego)

### Infrastruktura, handel, usługi
Po powstaniu osiedla działalność handlowa i usługowa była prowadzona w kompleksie piętrowego budynku nr 25, gdzie było kasyno wojskowe, kawiarnia, sklep WCH, sklep spożywczo-przemysłowy, fryzjer, pracownia krawiecka, gabinet dentystyczny, hurtownia odzieży. Na osiedlu funkcjonował także magiel. W latach kolejnych działalność tych usług ulegała przeobrażaniu.  W rejonie bloku nr 13 był kiosk Ruchu i jest dalej sklep spożywczo-przemysłowy „Groszek” z kolekturą Lotto, sklep „ABC” przy bloku nr 4 i fryzjer damski.

### Skład ulic, granice administracyjne
W skład osiedla wchodzą ulice: 
- Aleja Żołnierza
- Żołnierza Boczna
- dwie drogi osiedlowe

Osiedle Hallera graniczy:
- z osiedlem Letnim (granica - ulica Pogodna)
- z osiedlem Zachód (granica - ulica Aleja Żołnierza)

### Obiekty związane z osiedlem Hallera
- Garnizonowa Administracja Mieszkań – Zawadzkiego 5a, Mieszczańska 3

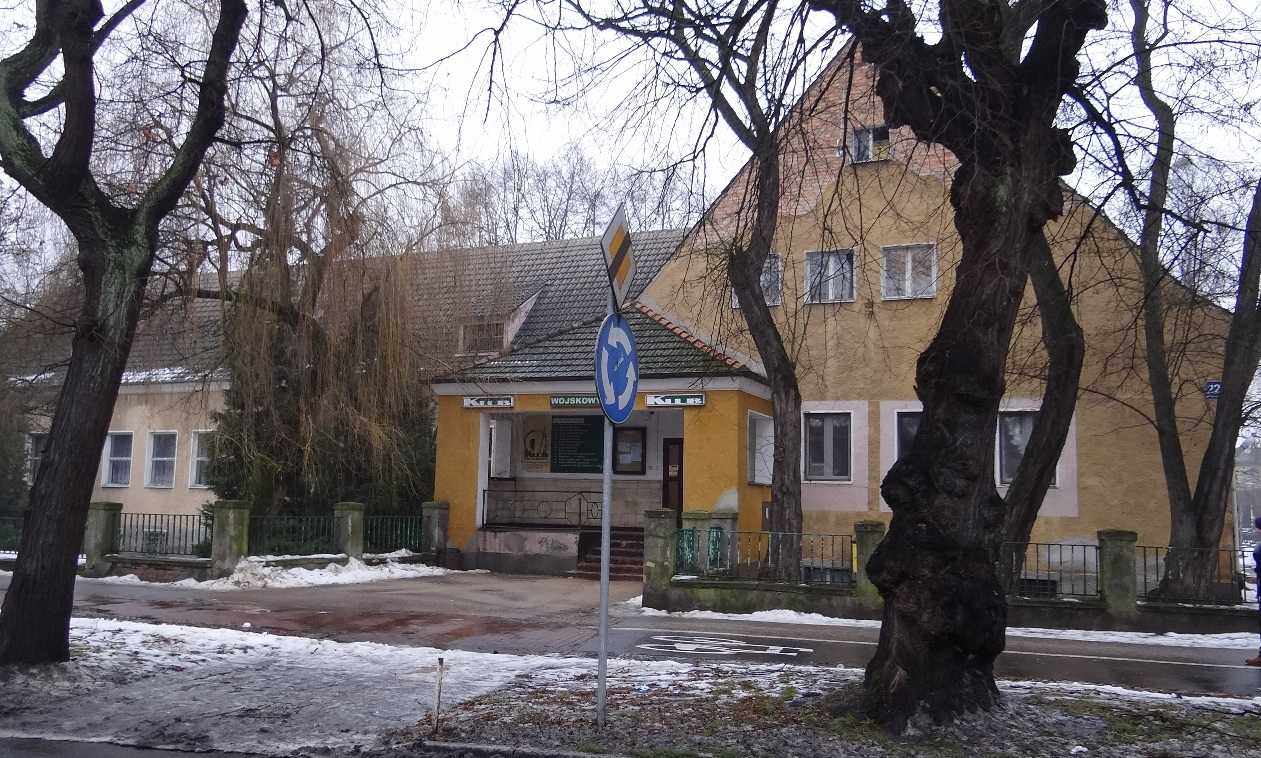
Były Garnizonowy Klub Oficerski

- Wojskowa Administracja Mieszkań – Mieszczańska 3
- Wojskowa Administracja Koszar –  11 Listopada 3a
- Kasyno wojskowe nr 302 – al. Żołnierza 25
- Kasyno wojskowe nr 314 – 11 Listopada 22
- Garnizonowe Przedszkole Wojskowe nr 105 – os. Zachód A3
- Przedszkole Wojskowe nr 107 – os. Zachód A3
- Garnizonowy Klub Oficerski (obecnie Klub wojskowy 12BZ) – 11 Listopada 22
- Internat Garnizonowy nr 6 (Huzar) – Osiedle Hallera 11

## Osiedle Hallera współcześnie

### Współczesność

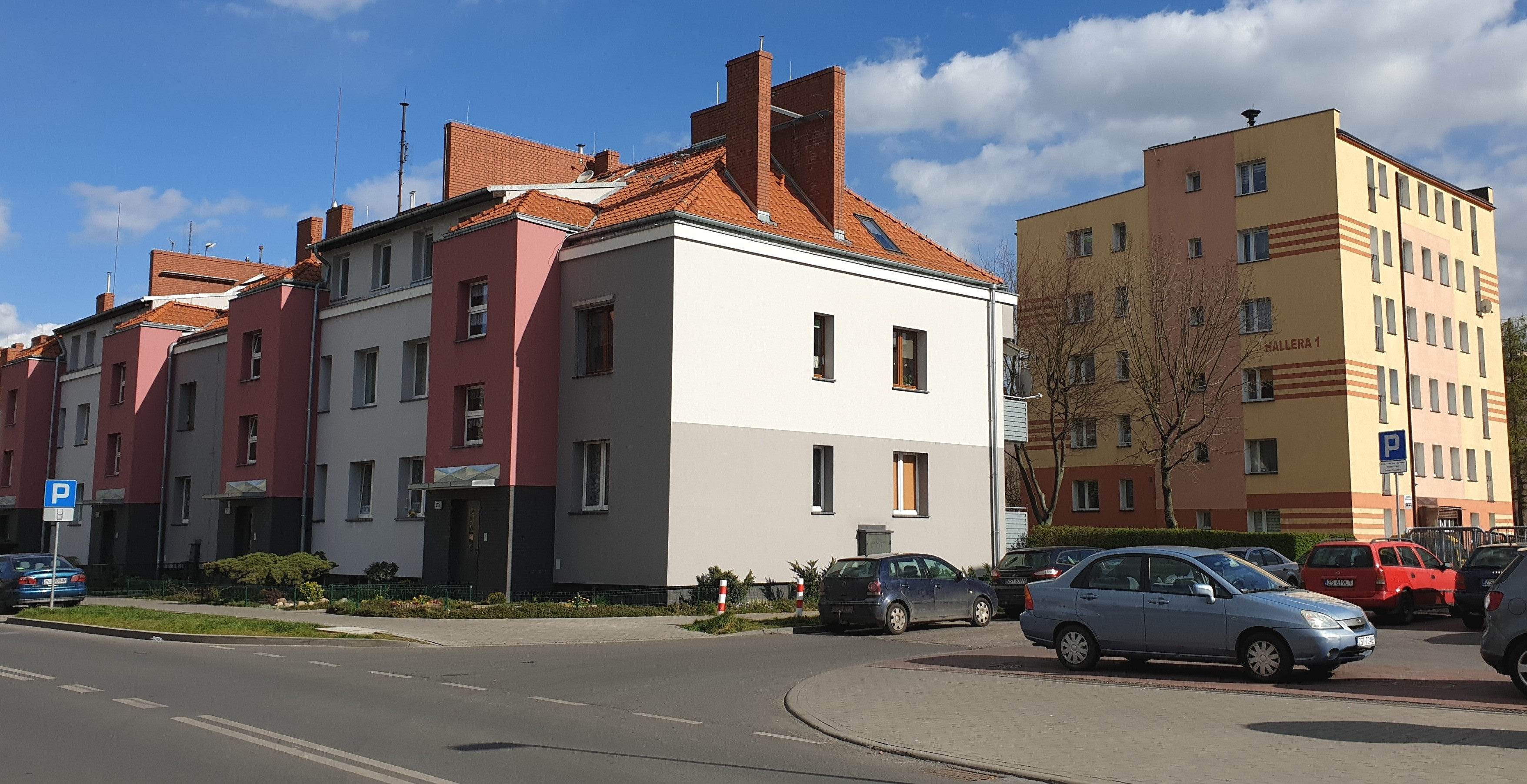
Osiedle Hallera, blok nr 1

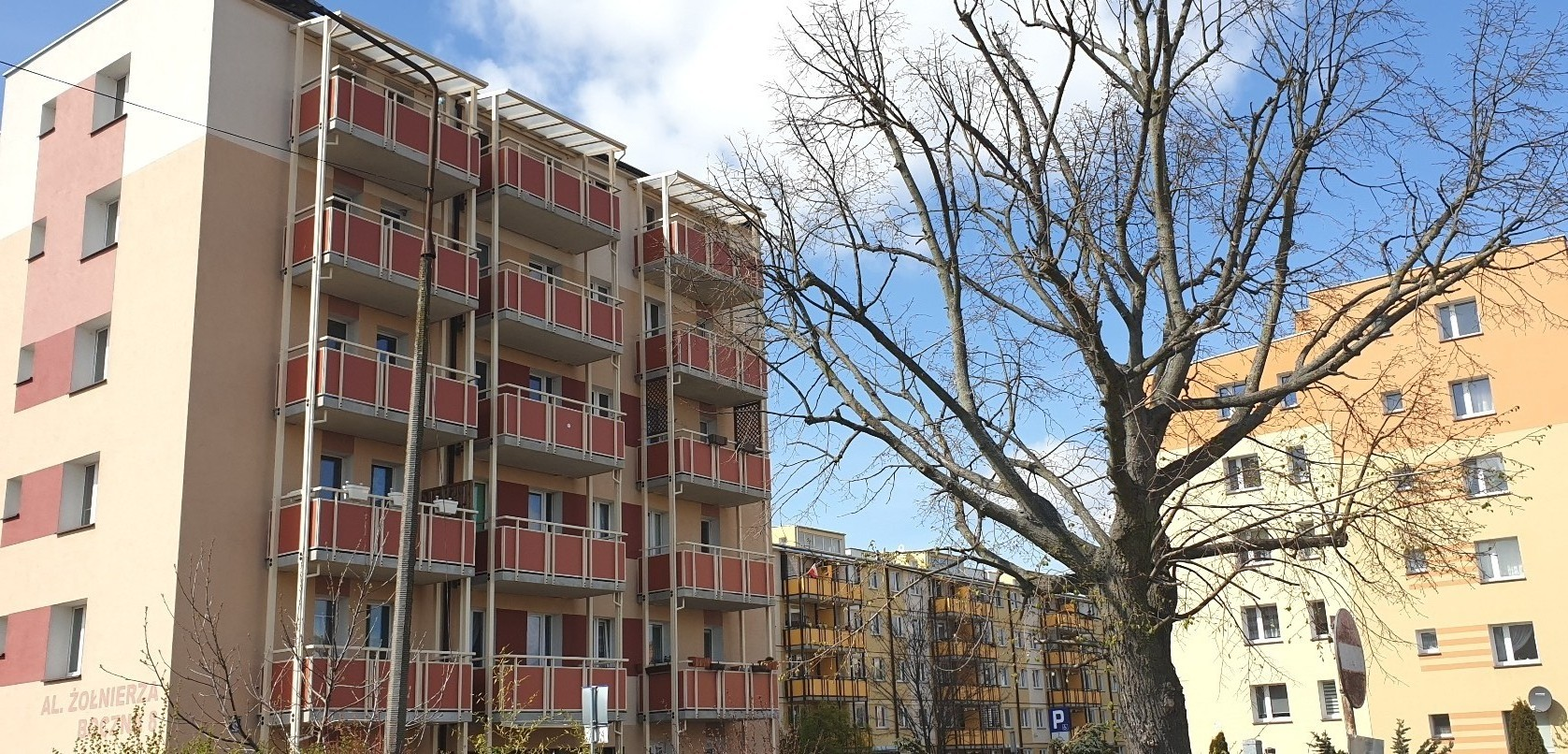
Hallera nr 6 i ul. Żołnierza Boczna

W latach 90 XX wieku blokami os. Hallera administrowała Wojskowa Agencja Mieszkaniowa. W kolejnych latach budynki osiedla zafunkcjonowały jako wspólnoty mieszkaniowe z dwoma ogrodzonymi obiektami z murowanymi prywatnymi garażami i były administrowane przez zarządcę nieruchomości przy ul. Mieszczańskaiej 3. W momencie tworzenia się wspólnot mieszkaniowych powstawało wiele problemów. W 2006 na dachu bloku nr 14 został zamontowany, mimo sprzeciwu mieszkańców innych wspólnot mieszkaniowych (uważali, że promieniowanie będzie miało zły wpływ na ich zdrowie), maszt stacji bazowej telefonii komórkowej Plus GSM. W 2007 i w 2008 wynikł problem oświetlenia na os. Hallera na którym zgasły wszystkie latarnie, tylko niektóre bloki były oświetlane małymi lampami blokowymi. Oświetlenie w postaci żelbetowych starych latarni były w bardzo złym stanie, niektóre słupy zagrażały bezpieczeństwu, wynikł także problem do kogo zdewastowane latarnie na osiedlu należą. Energetyka szczecińskiej Enei wskazywała, że ma tylko trzy lampy, są przy samym wjeździe i się palą. Natomiast WAM wskazywał, że słupy oraz instalacja nie figurują w ewidencji środków trwałych WAM-u, w związku z tym nie mogą demontować tych urządzeń. Ostatecznie wspólnoty mieszkaniowe, podpisały umowy z energetyką oraz wystąpiły z wnioskiem do MON, by zdecydowało do kogo zdewastowane latarnie na osiedlu należą. 
W 2009 powstał konflikt mieszkańców z właścicielami murowanych garażów, gdzie wzdłuż wjazdu do 50 garaży przy bloku Hallera 8 stanęły metalowe paliki. Mieszkańcy twierdzili, że to samowola garażowiczów, obawiali się o swoje bezpieczeństwo. W okresie tym teren osiedla Haller został podzielony na działki bez uwzględniania służebności dróg i wówczas pojawił się problem dotyczący grodzenia terenów za pomocą metalowych słupków czy też blokad ustawianych nie tylko na trawnikach, ale też na drogach. Powstałe słupki i blokady stanowią istotne utrudnienia, a niekiedy wręcz uniemożliwiają przejazd i manewrowanie pojazdom jednostek ochrony, straży pożarnej, pogotowia ratunkowego. 
W 2014 wystąpił spór między korzystającymi z ciągu 30 garaży wzdłuż bloku nr 6, a mieszkańcami (garażowicze odgrodzili się od mieszkańców, a mieszkańcy od garażowiczów). Ostatecznie spór zakończono. Wspólnoty mieszkaniowe w swoich blokach dobudowały balkony, wykonały termomodernizację bloków. W 2017 wspólnota mieszkaniowa przy Hallera 3 w 16 edycji konkursu „Ogrody wokół nas” zwyciężyła w kategorii zagospodarowanie wokół budynków mieszkalnych wielorodzinnych – mała wspólnota, w 2018 wspólnota mieszkaniowa przy Hallera 4 w 17 edycji konkursu „Ogrody wokół nas” organizowanej przez prezydenta miasta Stargard zajęła I miejsce. Jednym z zarządców wspólnot na os. Hallera jest Zespół Zarządców Nieruchomości w Koszalinie.
Na osiedlu Hallera 11 znajduje się Internat Wojskowy nr 6 z parkingiem strzeżonym Agencji Mienia Wojskowego Oddział Regionalny w Szczecinie. W rejonie osiedla przy ulicy al. Żołnierza 25 funkcjonował kompleks wojskowy: Kasyno wojskowe nr 302, kawiarnia, sklep WCH oraz inne punkty usługowe. Oddziałem gospodarczym dla kasyna był 9 Pułk Zmechanizowany, następnie od 1995 6 Brygada Kawalerii Pancernej. Kasyno wojskowe było rentowne. W 2001 jednak zaprzestało działalność przy ulicy al. Żołnierza 25. Zostało przeniesione do Klubu Wojskowego w Stargardzie przy ul. 11 Listopada 22. Pomieszczenia budynku nr 25 przekazane zostały dla Agencji Mienia Wojskowego, która będąc administratorem budynku, wydzierżawiła pomieszczenia dla prywatnych najemców, którzy po założeniu spółek rozpoczęli działalność gospodarczą w lokalach: Sport Pub, Cafe Pub i pijalnia piwa. Cafe Pub zmienił właściciela i nazwę na „Kryjówka”. Sport Pub został zamknięty, powstał Pub „Mirage” dzierżawiąc pomieszczenia od Agencji Mienia Wojskowego. W kompleksie budynku nr 25 prowadziły usługi spożywcze, przemysłowe, medyczne różne firmy, które dzierżawiły pomieszczenia od wojska. Ostatecznie obiekt został sprzedany przez AMW i po termomodernizacji w budynku nr 25 zafunkcjonował w 2019 sklep Stokrotka, zostając nowym właścicielem budynku nr 25.
W 2018 była prowadzona przebudowa alei Żołnierza, z którą graniczy osiedle. 

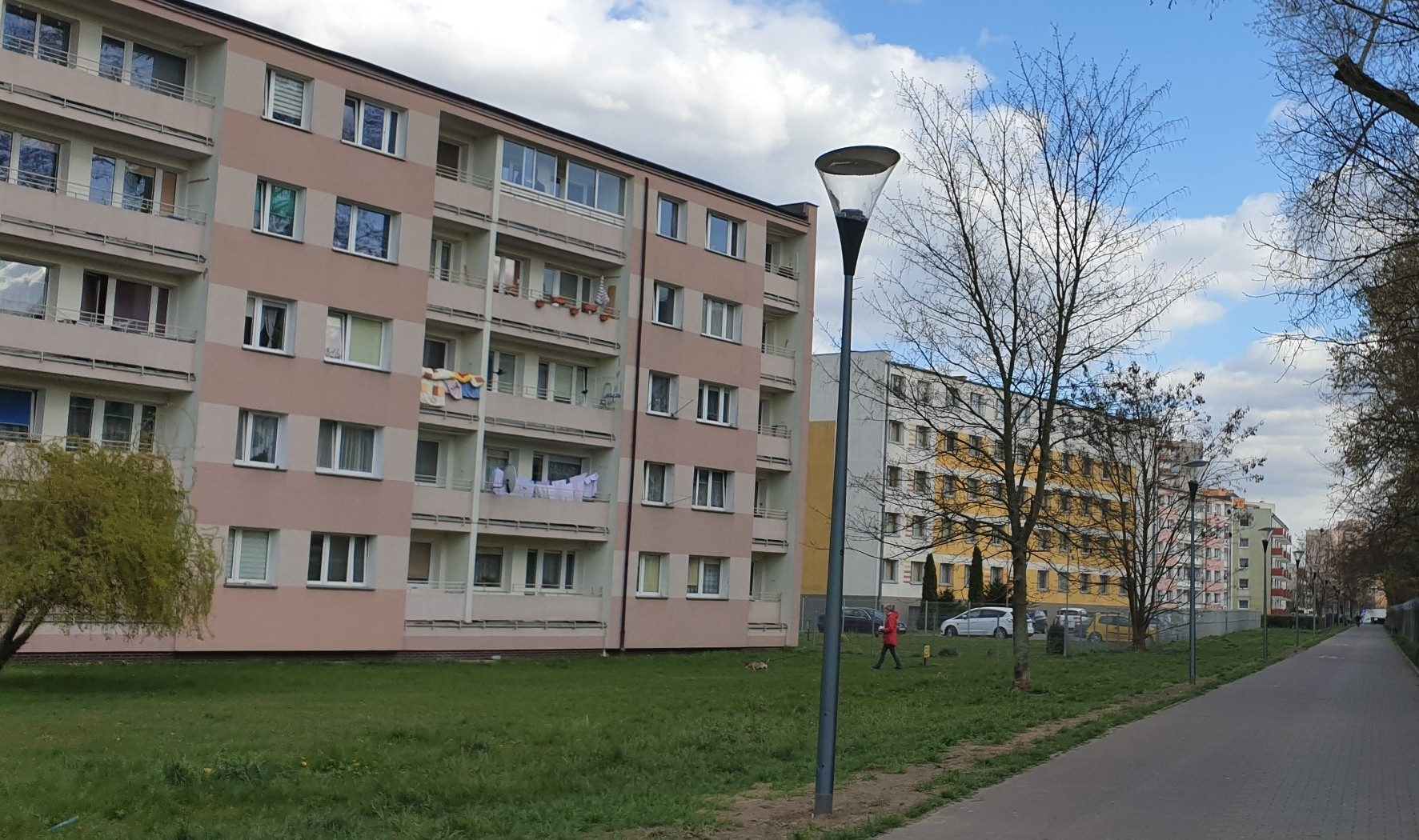
Droga dla pieszych i rowerzystów

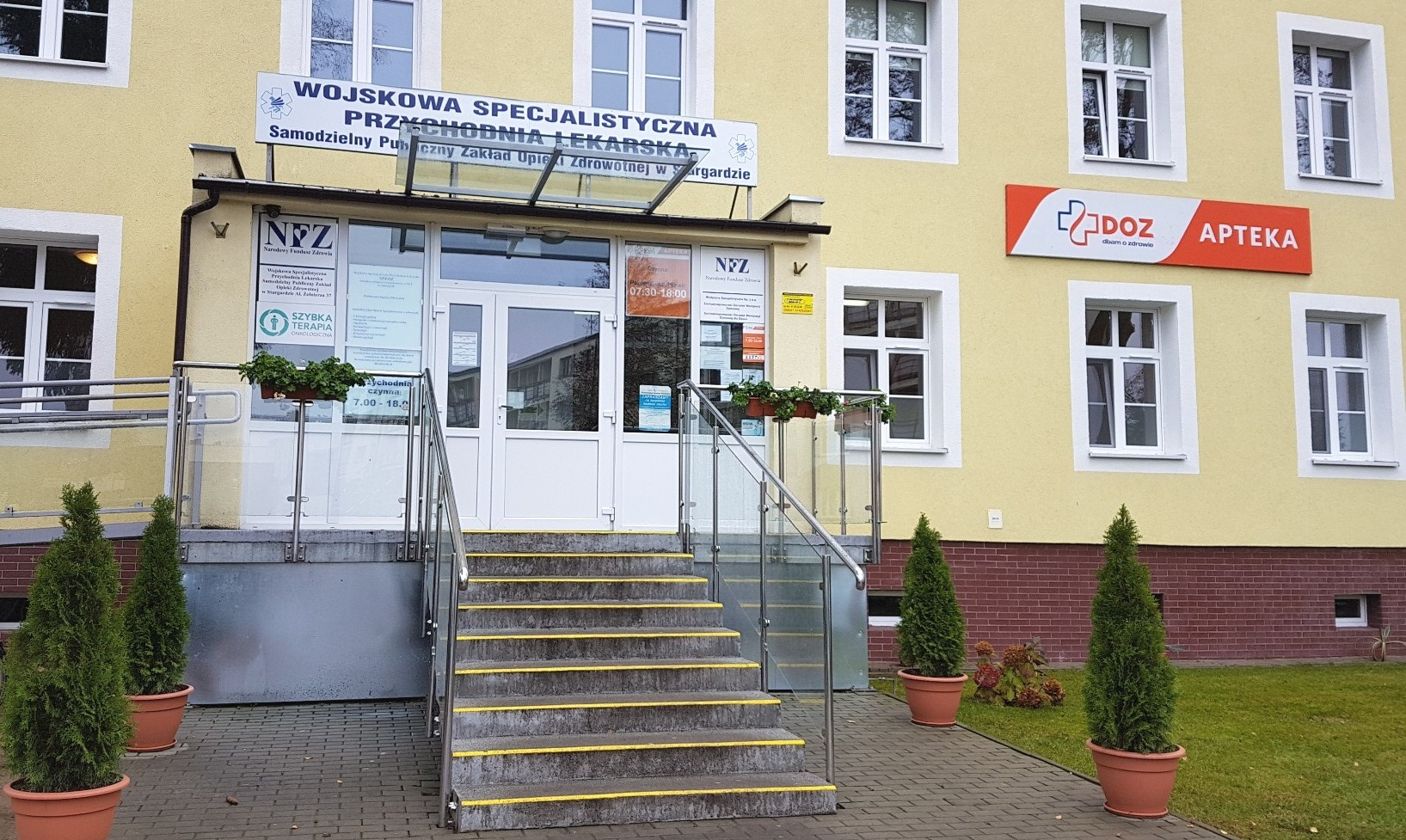
Przychodnia WSPL SP ZOZ

Wymieniona została nawierzchnia jezdni, zrobiono nowe chodniki, wykonano miejsca parkingowe, ustawiono nowe latarnie. W kompleksie osiedlowym znajduje się także od kilku lat droga dla pieszych i rowerzystów wytyczona wzdłuż jednostki wojskowej, łącząca osiedle Letnie z aleją Żołnierza, która w marcu 2020 została oświetlona osiemnastoma słupami oświetleniowymi z energooszczędnymi oprawami LED. 
W obrębie osiedla kompleksu białe koszary stacjonuje dowództwo BWD WK P-W, 14 Batalion Ułanów Jazłowieckich, 3bpzmot, dywizjon przeciwlotniczy z 12 BZ oraz WSPL SP ZOZ.

### Zarządcy wspólnot mieszkaniowych
Wspólnoty mieszkaniowe są administrowane przez:
- AdDom
- Zespół Zarządców Nieruchomości w Koszalinie
- Zan Ewa Kiłeczko
- Posesja Jolanta Pilecka
- Posesja Łasiński

### Wspólnoty religijne
Teren osiedla Hallera obejmuje parafie:
- Parafia Miłosierdzia Bożego w Stargardzie
- Parafia wojskowa Matki Bożej Dobrej Rady w Stargardzie

### Komunikacja
Z powodu położenia osiedla przy ulicy Alei Żołnierza, jednej z arterii komunikacyjnych Stargardu, osiedle ma dobre połączenie z resztą miasta. Komunikację z innymi osiedlami zapewniają linie autobusowe nr: 5, 8, 13, 25.

## Osoby związane z osiedlem Hallera
Z wojskowym osiedlem Hallera było i jest związanych wiele osób, w tym w dużej mierze ze środowiskiem wojskowym. Byli to i są między innymi:

- Bolesław Chamielec
- Eugeniusz Ankutowicz
- Józef Soja
- Zbigniew Zalewski
- Henryk Szumski
- Jan Klejszmit
- Kazimierz Tomaszewski
- Witold Hałat
- Bolesław Baranowski
- Ryszard Chwastek
- Jerzy Tatoń
- Kazimierz Nowicki
- Jan Sztajner
- Stanisław Olszański
- Zdzisław Goral
- Grzegorz Duda
- Zofia Ławrynowicz
- Arkadiusz Bąk
- Mieczysław Gocuł
- Arkadiusz Szkutnik
- Krzysztof Mitręga
- Andrzej Przekwas
- Marek Tomaszycki

## Galeria zdjęć

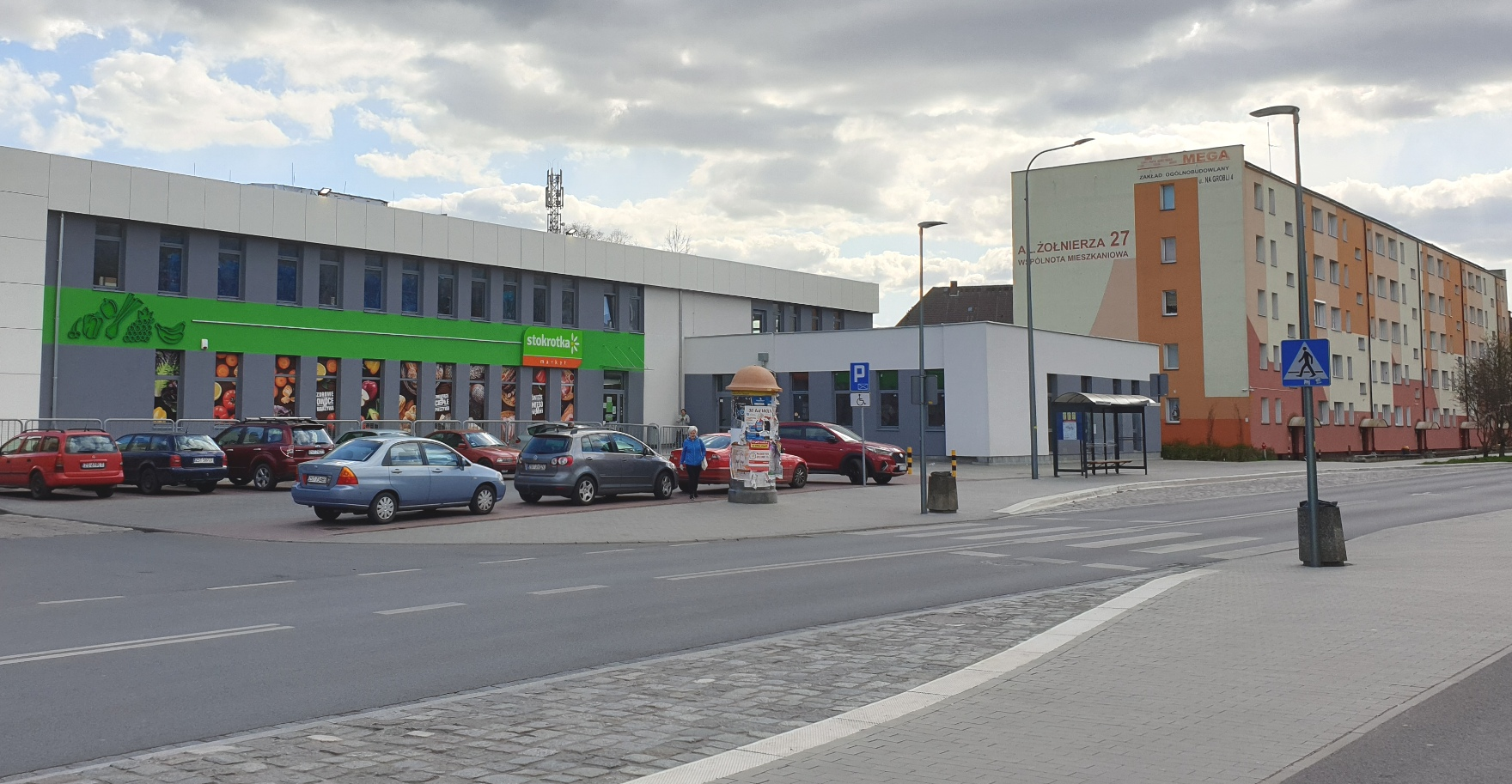
Osiedle Hallera,Stokrotka, budynek 27[c]
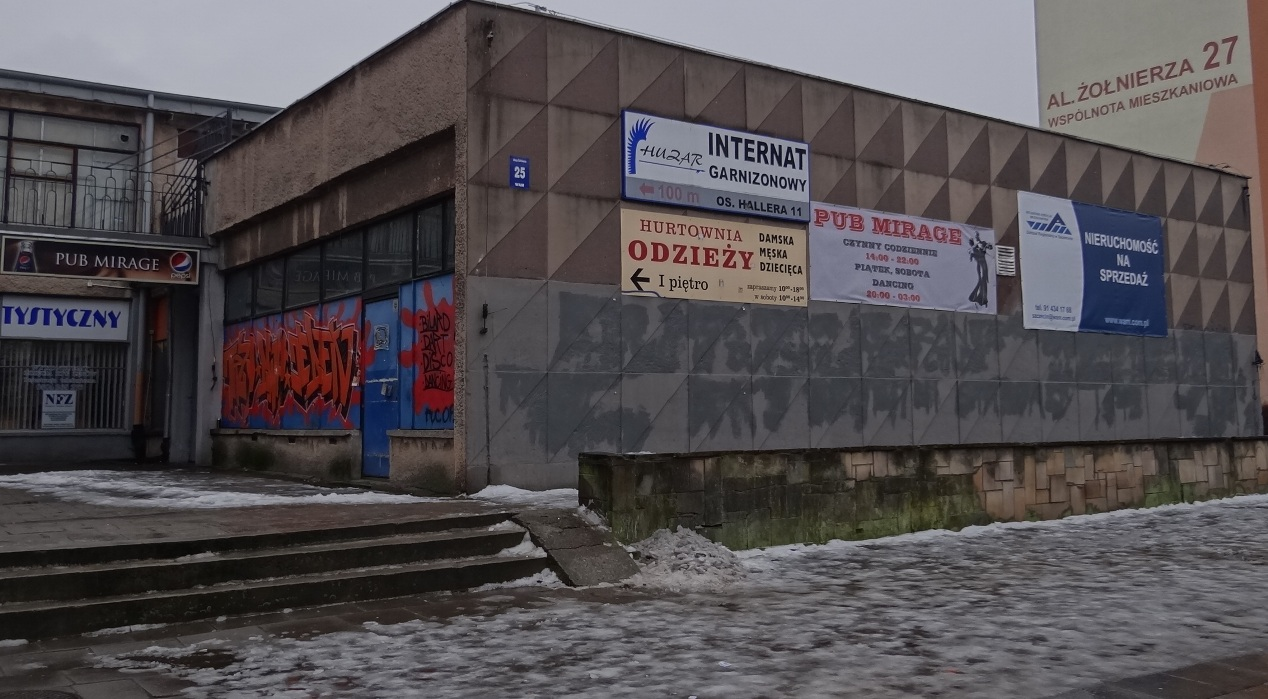
Budynek 25. Kasyno wojskowe nr 314
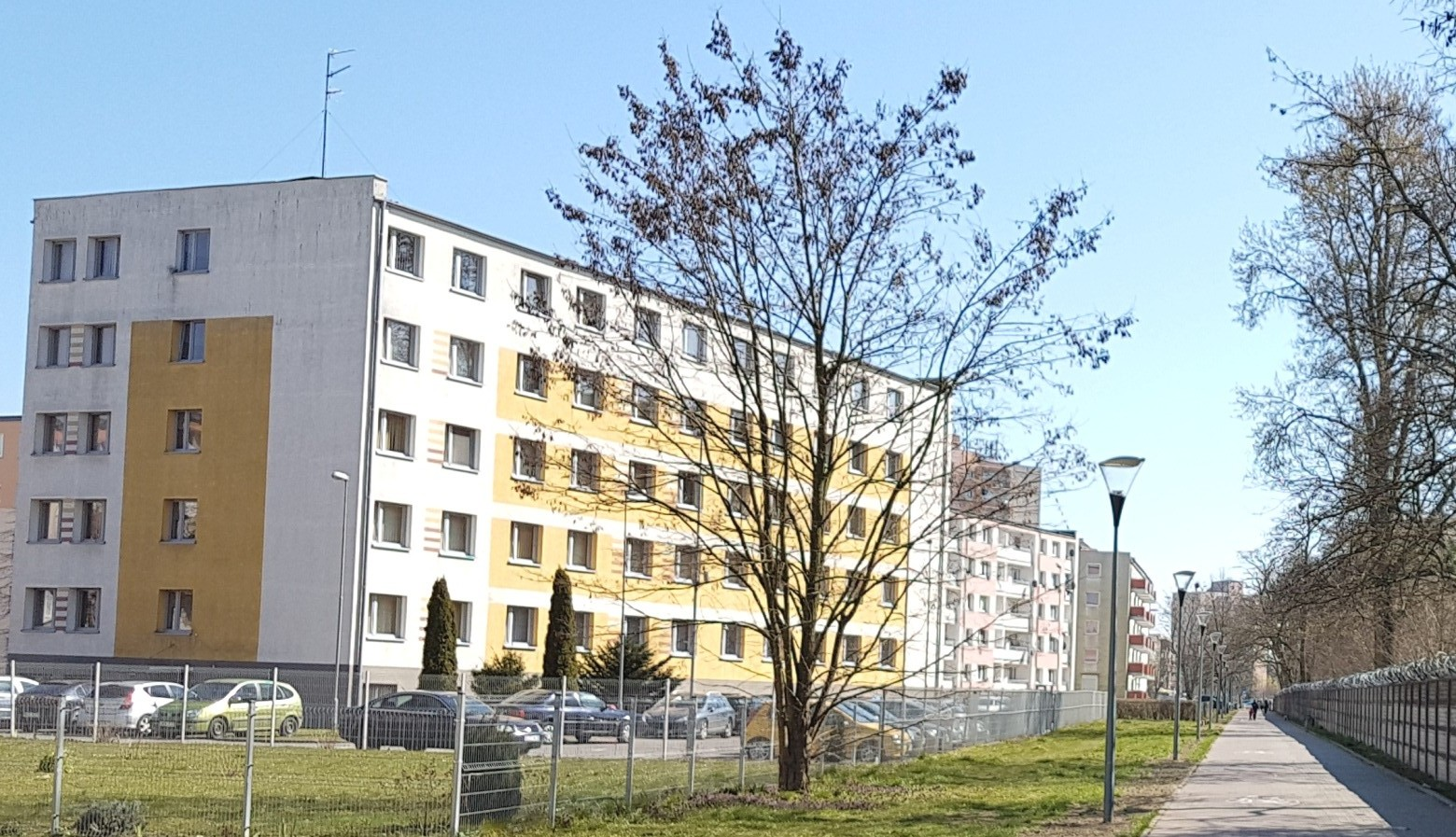
Internat Wojskowy nr 6 AMW
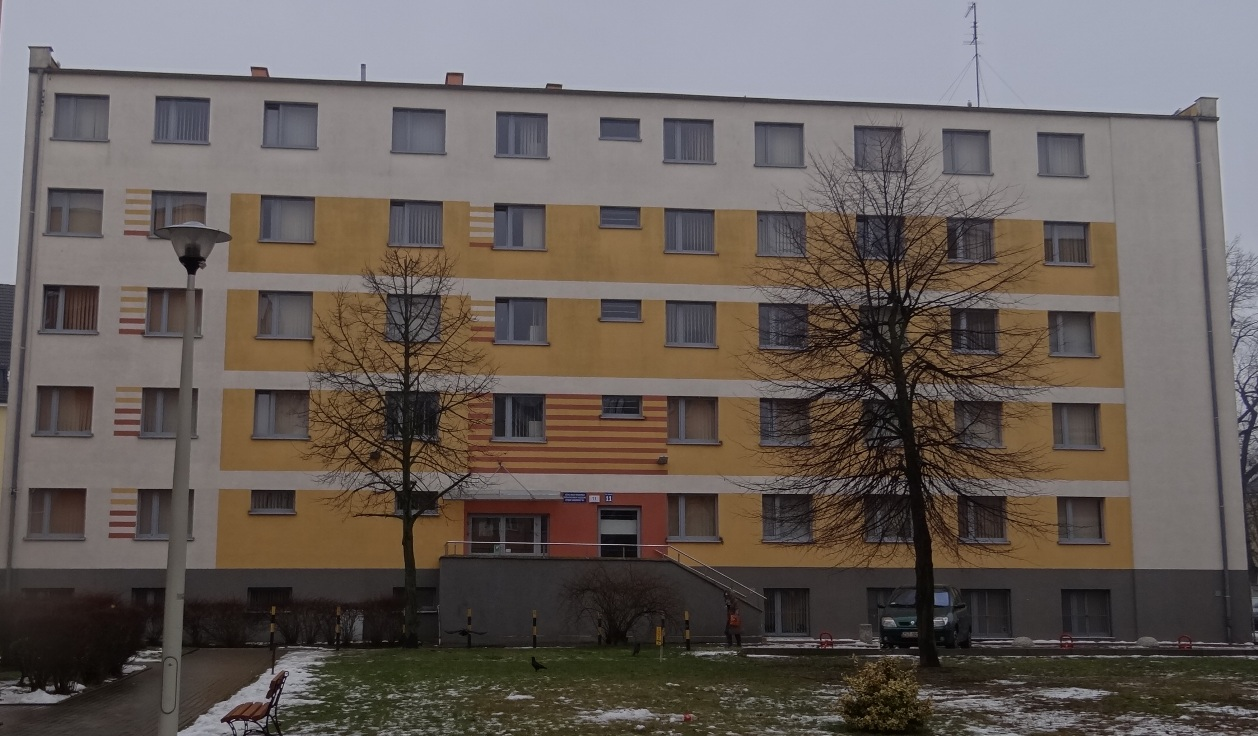
Osiedle Hallera. Internat nr 6 AMW
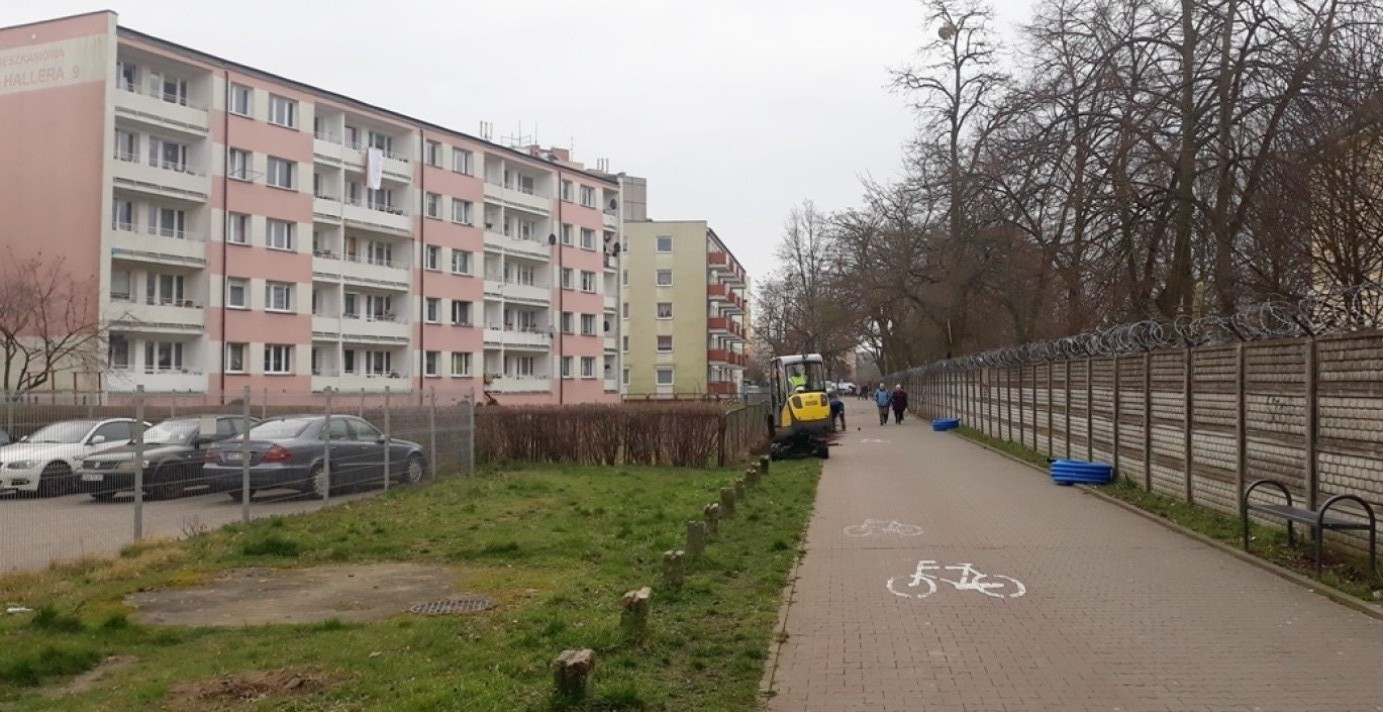
Osiedle Hallera, blok nr 9 i 2a
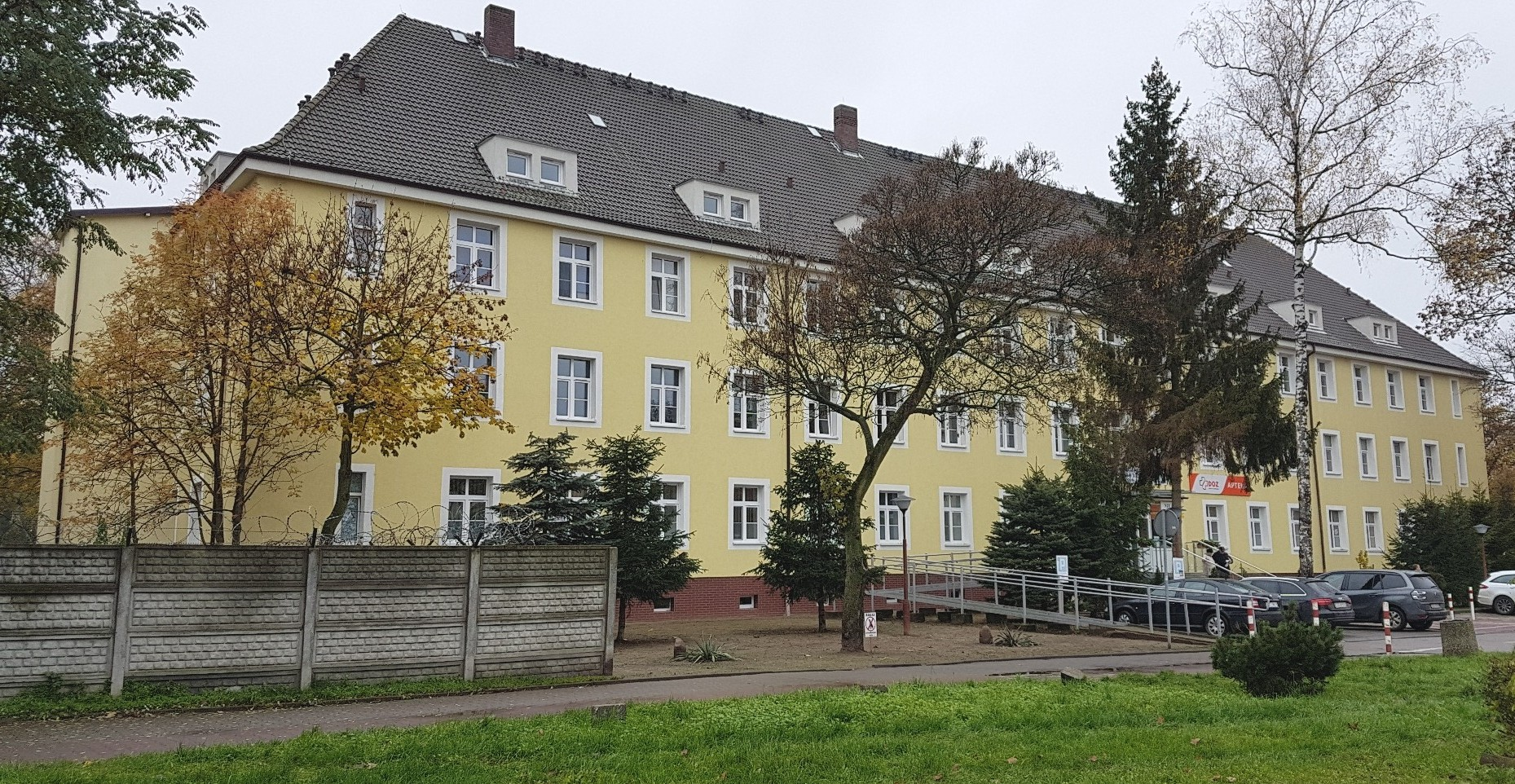
WSPL SP ZOZ przy osiedlu Hallera
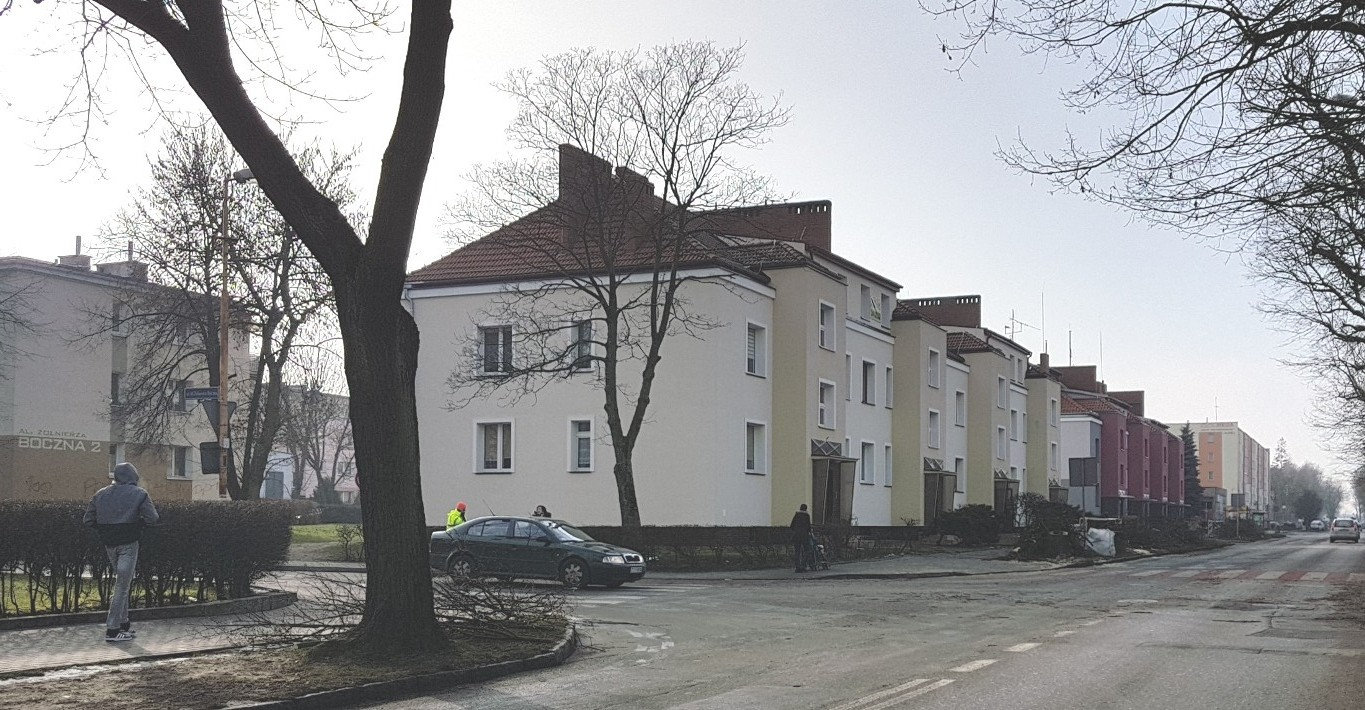
Bloki nr 2, 17, 19, 21, 23
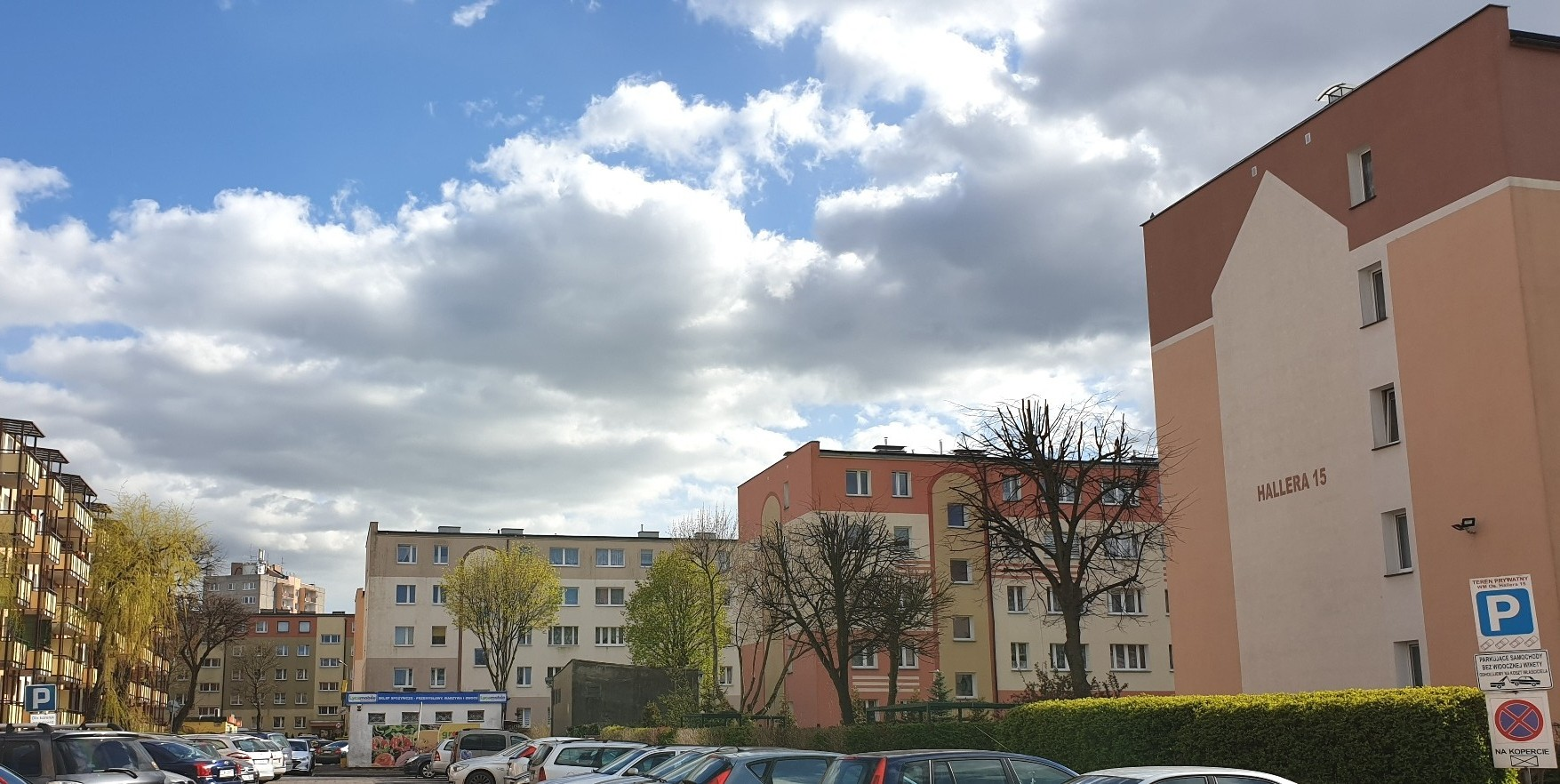
Osiedle Hallera:bloki nr 15, 13, 12, 10, 4
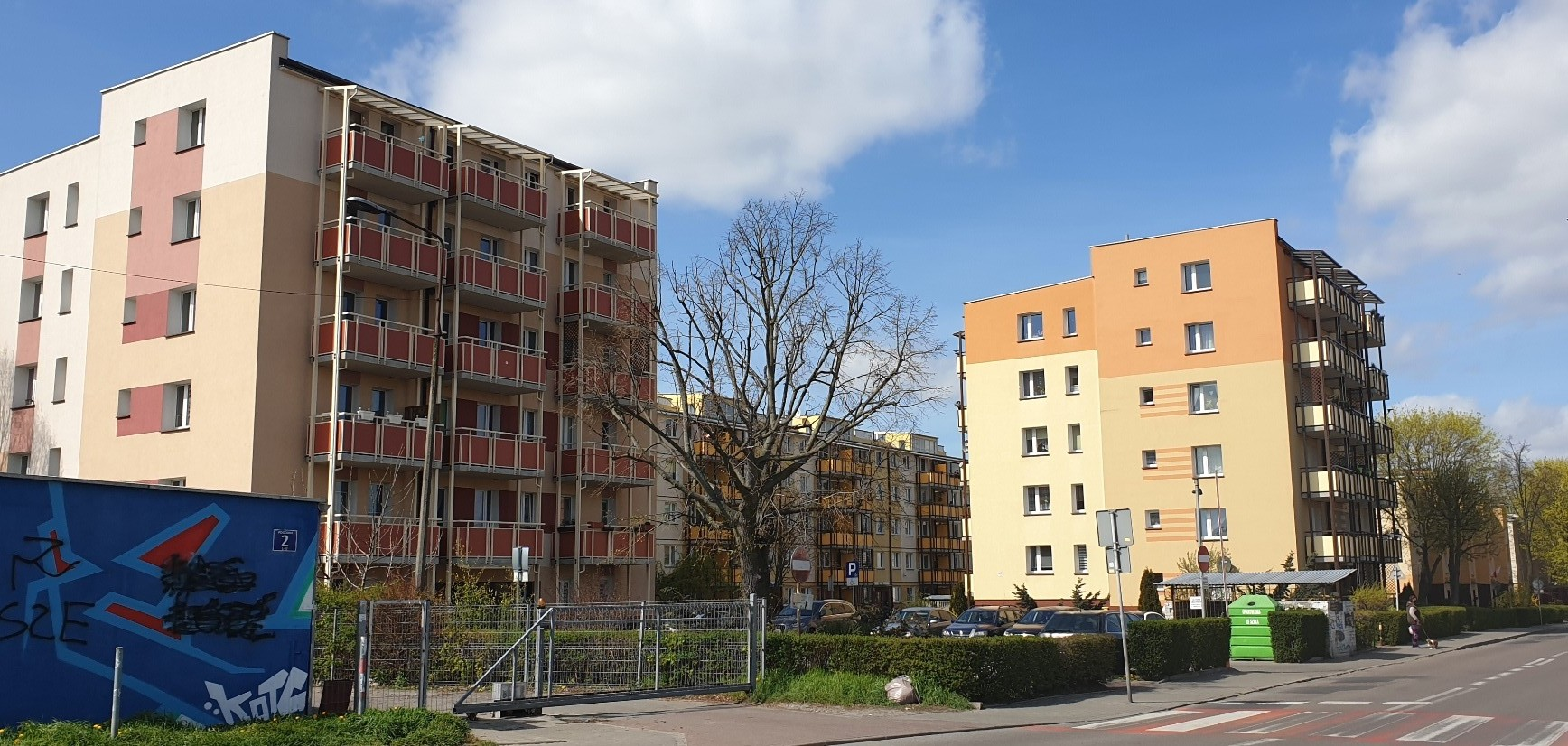
Osiedle Hallera, ul. Żołnierza Boczna
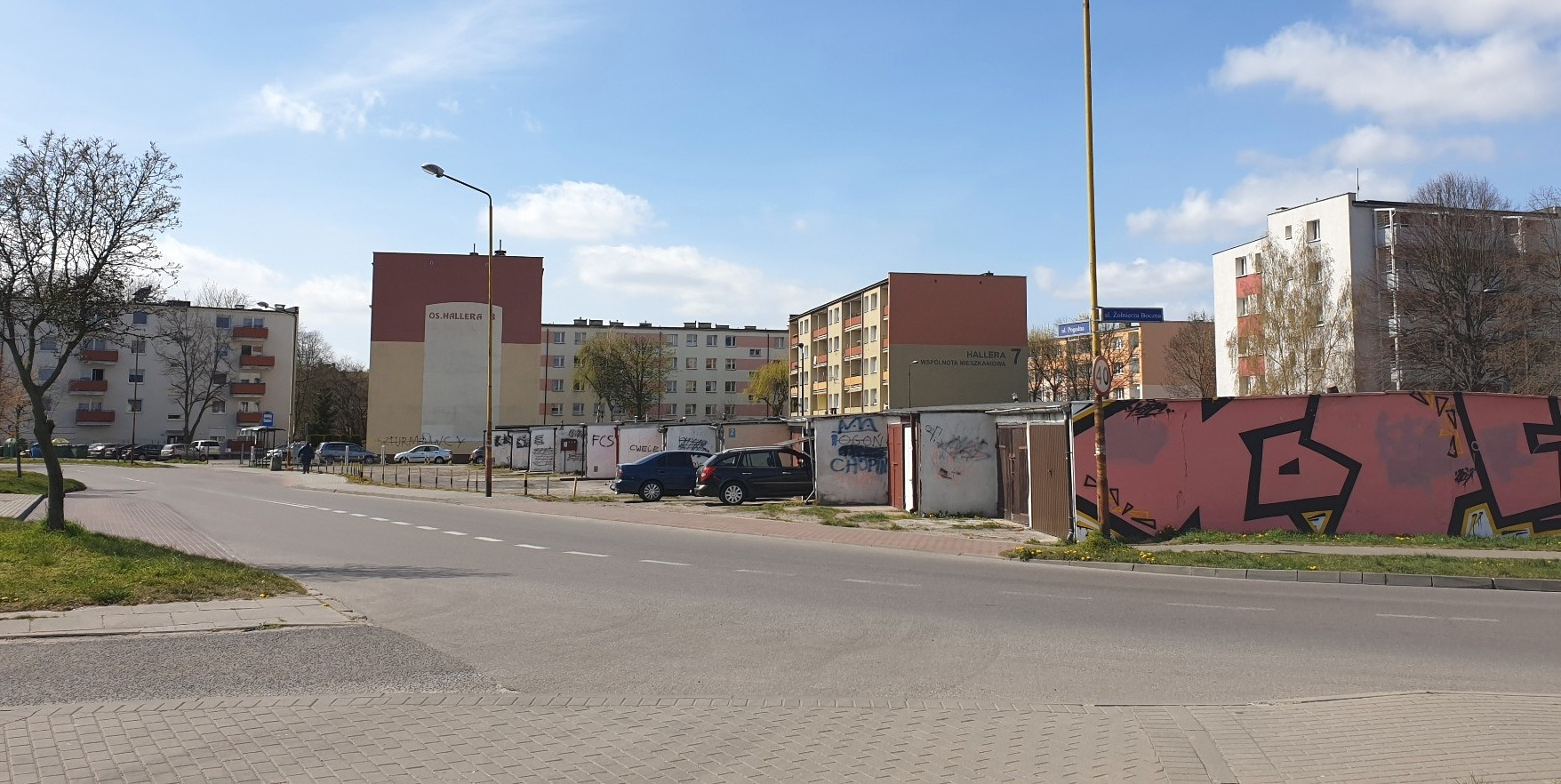
Osiedle Hallera, kompleks garażowy
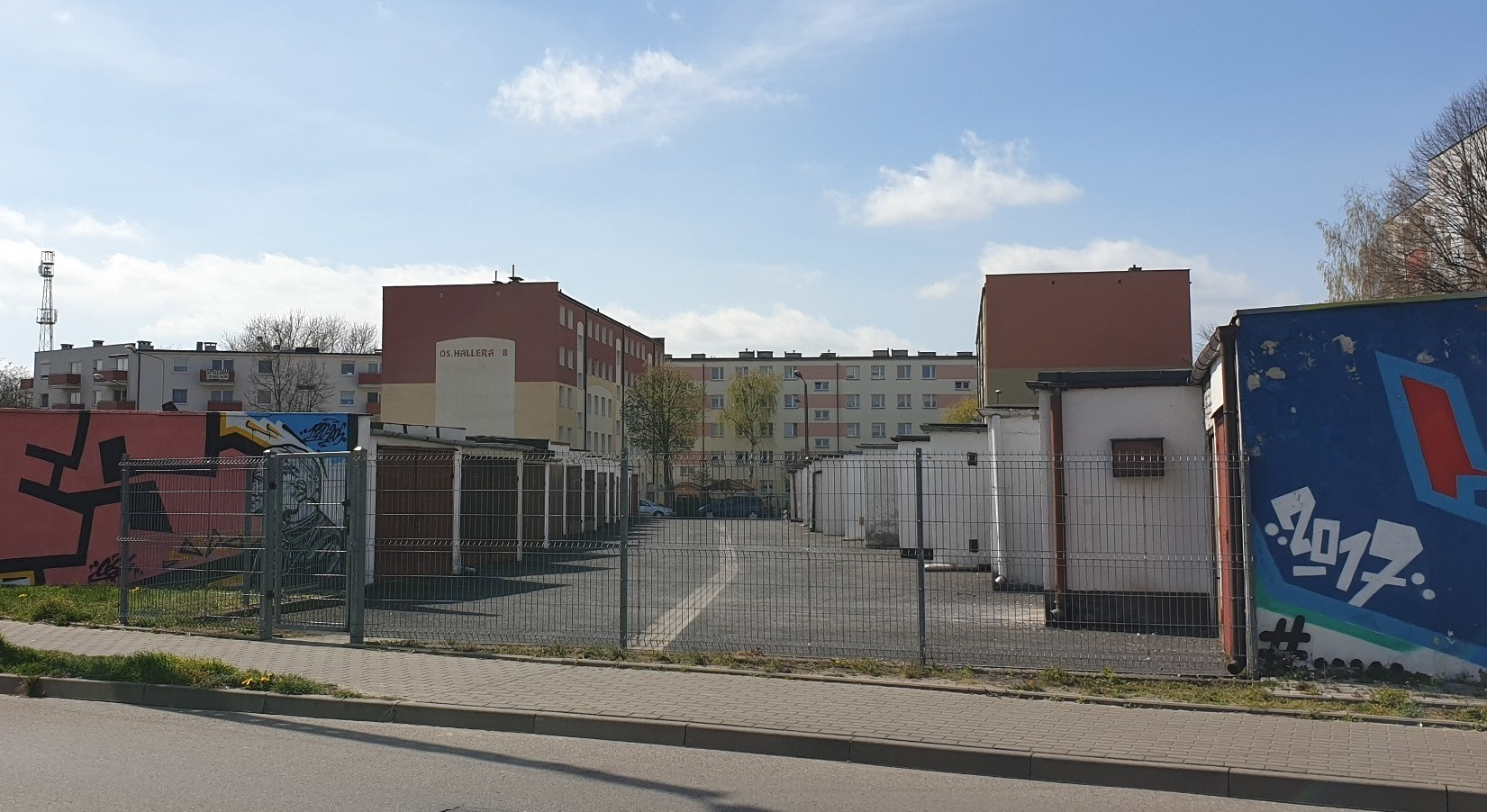
Wejście do kompleksu garażowego
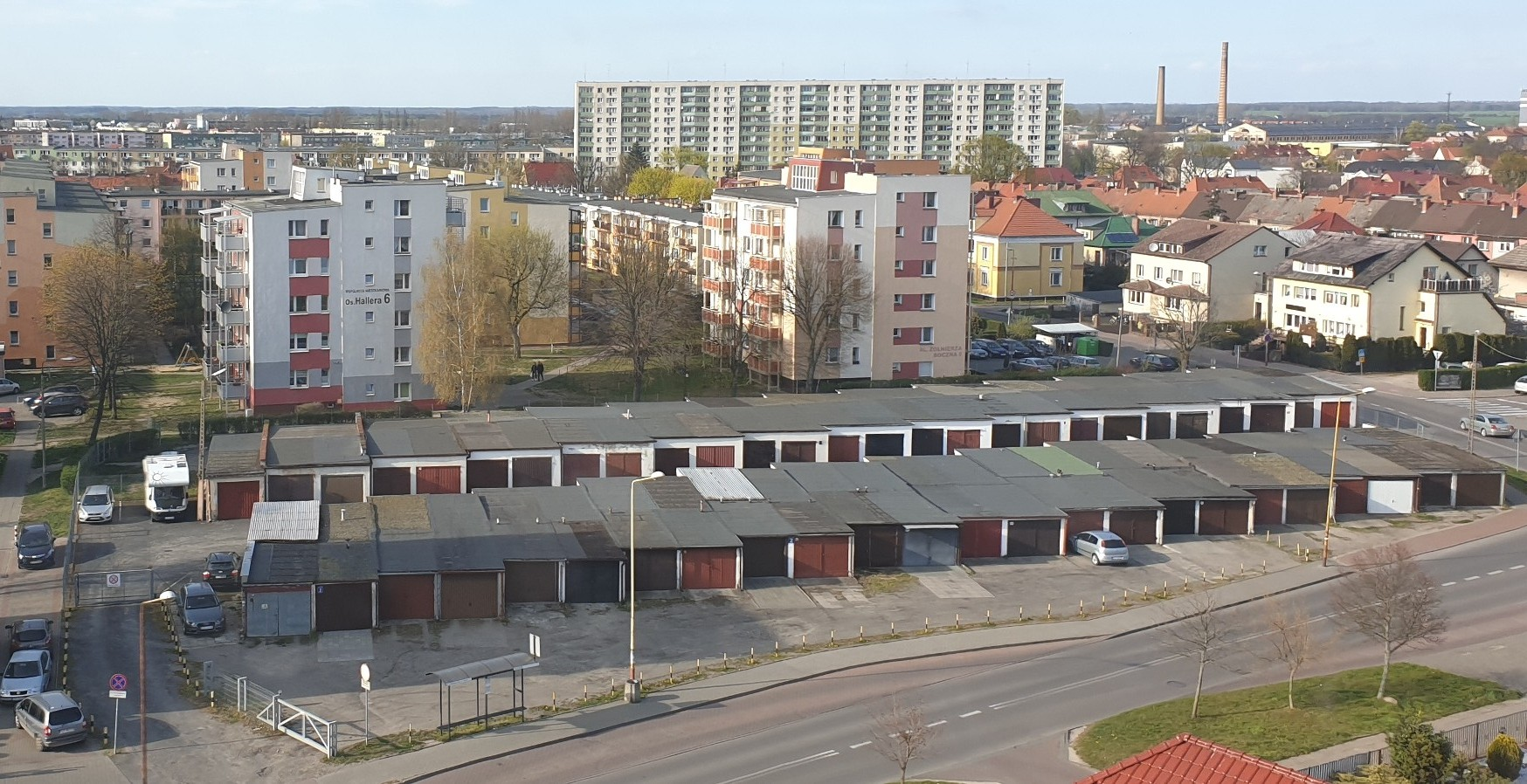
Kompleks garażowy na osiedlu Hallera